# Temporada 2025 del Campeonato de Fórmula Regional de Medio Oriente
La temporada 2025 del Campeonato de Fórmula Regional de Medio Oriente fue la octava edición de dicho campeonato y la tercera con el nuevo nombre. Se disputó entre los meses de enero y febrero de 2025.
El francés Evan Giltaire fue el campeón de esta edición.

## Equipos y pilotos
| Equipo                        | N.º | Pilotos               | Estado | Rondas |
| ----------------------------- | --- | --------------------- | ------ | ------ |
| R-ace GP                      | 1   | Enzo Deligny          |        | Todas  |
| R-ace GP                      | 2   | Jin Nakamura          |        | Todas  |
| R-ace GP                      | 3   | Akshay Bohra          | N      | Todas  |
| R-ace GP                      | 7   | Ugo Ugochukwu         |        | Todas  |
| Saintéloc Racing              | 4   | Théophile Naël        |        | 1-3    |
| Saintéloc Racing              | 10  | Lorenzo Castillo      | N      | 1-2    |
| Saintéloc Racing              | 10  | Nikita Bedrin         |        | 4-5    |
| Saintéloc Racing              | 26  | Jakob Bergmeister     | N      | 3      |
| Saintéloc Racing              | 96  | Yaroslav Veselaho     |        | Todas  |
| Mumbai Falcons Racing Limited | 4   | Reza Seewooruthun     | N      | 5      |
| Mumbai Falcons Racing Limited | 8   | Reza Seewooruthun     | N      | 1-2    |
| Mumbai Falcons Racing Limited | 14  | Rashid Al Dhaheri     | N      | Todas  |
| Mumbai Falcons Racing Limited | 27  | Freddie Slater        | N      | Todas  |
| Mumbai Falcons Racing Limited | 28  | Doriane Pin           |        | 3-4    |
| Mumbai Falcons Racing Limited | 45  | Jack Beeton           | N      | Todas  |
| Evans GP                      | 5   | Aaron Cameron         |        | Todas  |
| Evans GP                      | 8   | Matteo De Palo        |        | 4-5    |
| Evans GP                      | 11  | Alex Sawer            |        | 3-5    |
| Evans GP                      | 88  | Kai Daryanani         | N      | Todas  |
| Pinnacle Motorsport           | 6   | Hiyu Yamakoshi        | N      | 3-5    |
| Pinnacle Motorsport           | 24  | Ernesto Rivera        | N      | Todas  |
| Pinnacle Motorsport           | 33  | Jesse Carrasquedo Jr. |        | 1-2, 5 |
| Pinnacle Motorsport           | 56  | Yuanpu Cui            | N      | 3-4    |
| Pinnacle Motorsport           | 69  | Finley Green          |        | Todas  |
| Pinnacle Motorsport           | 99  | Giovanni Maschio      |        | 1-2    |
| PHM Racing                    | 9   | Everett Stack         | N      | Todas  |
| PHM Racing                    | 12  | Brando Badoer         |        | Todas  |
| AKCEL GP / PHM Racing         | 15  | Aditya Kulkarni       | N      | 1-4    |
| AKCEL GP / PHM Racing         | 50  | Jaden Pariat          | N      | 1-2    |
| AKCEL GP / PHM Racing         | 67  | James Hedley          |        | 3-4    |
| ART Grand Prix                | 19  | Kanato Le             |        | Todas  |
| ART Grand Prix                | 89  | Taito Kato            | N      | Todas  |
| ART Grand Prix                | 95  | Evan Giltaire         |        | Todas  |
| Origine Motorsport            | 22  | Wang Zhongwei         |        | Todas  |
| Origine Motorsport            | 29  | Gao Yujia             |        | 5      |
| Origine Motorsport            | 66  | Ruiqi Liu             |        | 1-4    |
| Fuente:                       |     |                       |        |        |

| Icono | Estado |
| ----- | ------ |
| N     | Novato |

## Calendario
| Ronda   | Ronda | Circuito                         | Fecha         |
| ------- | ----- | -------------------------------- | ------------- |
| 1       | C1    | Circuito Yas Marina 1            | 18 de enero   |
| 1       | C2    | Circuito Yas Marina 1            | 19 de enero   |
| 1       | C3    | Circuito Yas Marina 1            | 19 de enero   |
| 2       | C1    | Circuito Yas Marina 2            | 22 de enero   |
| 2       | C2    | Circuito Yas Marina 2            | 23 de enero   |
| 2       | C3    | Circuito Yas Marina 2            | 23 de enero   |
| 3       | C1    | Autódromo de Dubái               | 8 de febrero  |
| 3       | C2    | Autódromo de Dubái               | 9 de febrero  |
| 3       | C3    | Autódromo de Dubái               | 9 de febrero  |
| 4       | C1    | Circuito Yas Marina 3            | 15 de febrero |
| 4       | C2    | Circuito Yas Marina 3            | 16 de febrero |
| 4       | C3    | Circuito Yas Marina 3            | 16 de febrero |
| 5       | C1    | Circuito Internacional de Losail | 27 de febrero |
| 5       | C2    | Circuito Internacional de Losail | 27 de febrero |
| 5       | C3    | Circuito Internacional de Losail | 28 de febrero |
| Fuente: |       |                                  |               |

## Resultados
| Ronda   | Ronda | Ronda        | Pole Position  | Vuelta rápida  | Piloto ganador | Equipo ganador                | Novato ganador    |
| ------- | ----- | ------------ | -------------- | -------------- | -------------- | ----------------------------- | ----------------- |
| 1       | C1    | Yas Marina 1 | Freddie Slater | Freddie Slater | Freddie Slater | Mumbai Falcons Racing Limited | Freddie Slater    |
| 1       | C2    | Yas Marina 1 |                | Kanato Le      | Kanato Le      | ART Grand Prix                | Freddie Slater    |
| 1       | C3    | Yas Marina 1 | Freddie Slater | Freddie Slater | Freddie Slater | Mumbai Falcons Racing Limited | Freddie Slater    |
| 2       | C1    | Yas Marina 2 | Freddie Slater | Freddie Slater | Evan Giltaire  | ART Grand Prix                | Rashid Al Dhaheri |
| 2       | C2    | Yas Marina 2 |                | Théophile Naël | Brando Badoer  | PHM Racing                    | Jack Beeton       |
| 2       | C3    | Yas Marina 2 | Evan Giltaire  | Evan Giltaire  | Evan Giltaire  | ART Grand Prix                | Ernesto Rivera    |
| 3       | C1    | Dubái        | Evan Giltaire  | Ugo Ugochukwu  | Ugo Ugochukwu  | R-ace GP                      | Rashid Al Dhaheri |
| 3       | C2    | Dubái        |                | Enzo Deligny   | Jin Nakamura   | R-ace GP                      | Freddie Slater    |
| 3       | C3    | Dubái        | Evan Giltaire  | Evan Giltaire  | Evan Giltaire  | ART Grand Prix                | Rashid Al Dhaheri |
| 4       | C1    | Yas Marina 3 | Evan Giltaire  | Ugo Ugochukwu  | Freddie Slater | Mumbai Falcons Racing Limited | Freddie Slater    |
| 4       | C2    | Yas Marina 3 |                | Akshay Bohra   | Akshay Bohra   | R-ace GP                      | Akshay Bohra      |
| 4       | C3    | Yas Marina 3 | Freddie Slater | Freddie Slater | Freddie Slater | Mumbai Falcons Racing Limited | Freddie Slater    |
| 5       | C1    | Lusail       | Evan Giltaire  | Nikita Bedrin  | Nikita Bedrin  | Saintéloc Racing              | Taito Kato        |
| 5       | C2    | Lusail       |                | Enzo Deligny   | Enzo Deligny   | R-ace GP                      | Ernesto Rivera    |
| 5       | C3    | Lusail       | Ugo Ugochukwu  | Nikita Bedrin  | Jack Beeton    | Mumbai Falcons Racing Limited | Jack Beeton       |
| Fuente: |       |              |                |                |                |                               |                   |

## Clasificaciones

### Sistema de puntuación
| Posición | 1.º | 2.º | 3.º | 4.º | 5.º | 6.º | 7.º | 8.º | 9.º | 10.º | 11.º | 12.º | Pole |
| Puntos   | 30  | 22  | 18  | 15  | 12  | 10  | 8   | 6   | 4   | 3    | 2    | 1    | 2    |
| Fuente:  |     |     |     |     |     |     |     |     |     |      |      |      |      |

### Campeonato de Pilotos
| Pos. | Piloto                | YMC1 | YMC1 | YMC1 | YMC2 | YMC2 | YMC2 | DUB | DUB | DUB | YMC3 | YMC3 | YMC3 | LUS | LUS | LUS | Puntos |
| ---- | --------------------- | ---- | ---- | ---- | ---- | ---- | ---- | --- | --- | --- | ---- | ---- | ---- | --- | --- | --- | ------ |
| 1    | Evan Giltaire         | 3    | 7    | 2    | 1    | DNS  | 1    | 3   | 4   | 1   | 3    | 7    | 2    | 6   | 4   | 6   | 264    |
| 2    | Freddie Slater        | 1    | 6    | 1    | 5    | 6    | Ret  | 7   | 2   | 6   | 1    | 6    | 1    | 12  | 11  | 4   | 228    |
| 3    | Ugo Ugochukwu         | 10   | 4    | Ret  | 7    | 4    | 19†  | 1   | 5   | 2   | 2    | 8    | 3    | 2   | 7   | 2   | 205    |
| 4    | Brando Badoer         | 4    | 5    | 6    | 10   | 1    | 2    | 2   | 9   | 7   | 6    | 3    | 14   | 14  | 13  | 11  | 156    |
| 5    | Enzo Deligny          | 7    | 3    | 10   | 12   | 11   | 3    | 8   | 8   | 4   | 7    | 11   | 4    | 4   | 1   | 16  | 147    |
| 6    | Rashid Al Dhaheri     | 2    | 8    | 16   | 2    | 5    | 9    | 5   | 3   | 5   | 5    | 14   | 23†  | 8   | 5   | 9   | 142    |
| 7    | Théophile Naël        | 8    | 2    | 4    | 9    | 2    | 4    | 4   | 7   | 3   |      |      |      |     |     |     | 125    |
| 8    | Kanato Le             | 9    | 1    | 13   | 14   | 9    | 7    | 6   | 10  | Ret | 4    | 4    | 15   | 5   | 8   | 5   | 119    |
| 9    | Jin Nakamura          | 12   | 9    | 8    | 6    | 8    | 8    | 10  | 1   | 12  | 14   | 10   | 10   | 3   | 21  | 7   | 99     |
| 10   | Ernesto Rivera        | 5    | 13   | 5    | 17   | 12   | 5    | 25† | 22  | 9   | 8    | 5    | 7    | 9   | 2   | 8   | 99     |
| 11   | Nikita Bedrin         |      |      |      |      |      |      |     |     |     | 9    | 2    | Ret  | 1   | 3   | 3   | 92     |
| 12   | Taito Kato            | 6    | 14   | 7    | 3    | 22   | 18   | 9   | 12  | 10  | 11   | 12   | 6    | 7   | 6   | 12  | 76     |
| 13   | Jack Beeton           | 17   | Ret  | 14   | 8    | 3    | 14   | 12  | 11  | 22  | 13   | Ret  | 8    | 11  | Ret | 1   | 65     |
| 14   | Akshay Bohra          | 15   | Ret  | Ret  | 16   | 14   | 10   | 11  | 6   | 18  | 10   | 1    | 22   | 13  | 14  | 17  | 48     |
| 15   | Jesse Carrasquedo Jr. | 11   | 10   | 3    | 4    | 10   | 17   |     |     |     |      |      |      | 21  | 16  | 14  | 41     |
| 16   | Hiyu Yamakoshi        |      |      |      |      |      |      | 26† | 19  | 8   | 17   | 9    | 5    | 10  | 22† | 10  | 28     |
| 17   | Reza Seewooruthun     | Ret  | 12   | 9    | 11   | 7    | 6    |     |     |     |      |      |      | 15  | 10  | 15  | 28     |
| 18   | Aaron Cameron         | 13   | 11   | 12   | 18   | DNS  | Ret  | 24  | 20  | Ret | 12   | 19   | 9    | WD  | WD  | WD  | 8      |
| 19   | Matteo De Palo        |      |      |      |      |      |      |     |     |     | Ret  | 16   | 24†  | Ret | 9   | 19  | 4      |
| 20   | Ruiqi Liu             | 14   | 22†  | 19   | 13   | 17   | 11   | 13  | 13  | 11  | 19   | 13   | 20   |     |     |     | 4      |
| 21   | Aditya Kulkarni       | 21   | 17   | 11   | 24   | 23†  | 15   | 17  | 15  | 15  | 18   | Ret  | 11   |     |     |     | 4      |
| 22   | Kai Daryanani         | 25†  | 18   | 18   | 15   | 13   | 13   | 21  | 14  | 14  | Ret  | 17   | 12   | 16  | 15  | 13  | 1      |
| 23   | Giovanni Maschio      | 19   | Ret  | 15   | 21   | 15   | 12   |     |     |     |      |      |      |     |     |     | 1      |
| 24   | Alex Sawer            |      |      |      |      |      |      | 20  | 26  | 20  | 21   | 18   | Ret  | 18  | 12  | 21  | 1      |
| 25   | James Hedley          |      |      |      |      |      |      | 18  | 16  | 13  | 15   | Ret  | 13   |     |     |     | 0      |
| 26   | Yaroslav Veselaho     | 20   | 19   | 17   | 23   | 16   | Ret  | 14  | 17  | 16  | 20   | 21   | 17   | 19  | 17  | 23  | 0      |
| 27   | Everett Stack         | 18   | 15   | Ret  | Ret  | 19   | 16   | Ret | 25  | 19  | 16   | 15   | Ret  | Ret | Ret | 20  | 0      |
| 28   | Yuanpu Cui            |      |      |      |      |      |      | 15  | 21  | 17  | 24†  | 21   | 21   |     |     |     | 0      |
| 29   | Doriane Pin           |      |      |      |      |      |      | 16  | 18  | Ret | 23   | 20   | 16   |     |     |     | 0      |
| 30   | Jaden Pariat          | 23   | 16   | 22   | 19   | 20   | Ret  |     |     |     |      |      |      |     |     |     | 0      |
| 31   | Lorenzo Castillo      | 16   | 20   | 21   | 20   | Ret  | Ret  |     |     |     |      |      |      |     |     |     | 0      |
| 32   | Gao Yujia             |      |      |      |      |      |      |     |     |     |      |      |      | 17  | 18  | 18  | 0      |
| 33   | Finley Green          | 24   | Ret  | 20   | 22   | 18   | Ret  | 19  | 24  | Ret | Ret  | 23   | 19   | 20  | 20  | Ret | 0      |
| 34   | Wang Zhongwei         | 22   | 21   | 23   | 25   | 21   | Ret  | 22  | 27  | 21  | 22   | Ret  | 18   | 22† | 19  | 22  | 0      |
| 35   | Jakob Bergmeister     |      |      |      |      |      |      | 23  | 23  | Ret |      |      |      |     |     |     | 0      |
| Pos. | Piloto                | YMC1 | YMC1 | YMC1 | YMC2 | YMC2 | YMC2 | DUB | DUB | DUB | YMC3 | YMC3 | YMC3 | LUS | LUS | LUS | Puntos |

| Color     | Resultado                                                               |
| --------- | ----------------------------------------------------------------------- |
| Oro       | Ganador                                                                 |
| Plata     | 2.ª plaza                                                               |
| Bronce    | 3.ª plaza                                                               |
| Verde     | Finalizó en los puntos                                                  |
| Azul      | Finalizó sin puntos                                                     |
| Azul      | NC - No clasificado                                                     |
| Violeta   | Ret - No terminó (Carrera)                                              |
| Rojo      | DNQ - No se clasificó                                                   |
| Negro     | DSQ - Descalificado                                                     |
| Blanco    | DNS - No empezó (carrera)                                               |
| Blanco    | WD - Retirado (fin de semana)                                           |
| Blanco    | C - Carrera cancelada                                                   |
| Sin color | DNP - Inscrito pero no participó                                        |
| Sin color | INJ - Lesionado                                                         |
| Sin color | EX - Excluido                                                           |
| Estado    | Resultado                                                               |
| Negrita   | Pole position                                                           |
| Cursiva   | Vuelta rápida                                                           |
| †         | Abandona, pero clasifica al completar el porcentaje requerido para ello |

### Copa de Novatos
| Pos. | Piloto            | YMC1 | YMC1 | YMC1 | YMC2 | YMC2 | YMC2 | DUB | DUB | DUB | YMC3 | YMC3 | YMC3 | LUS | LUS | LUS | Puntos |
| ---- | ----------------- | ---- | ---- | ---- | ---- | ---- | ---- | --- | --- | --- | ---- | ---- | ---- | --- | --- | --- | ------ |
| 1    | Freddie Slater    | 1    | 1    | 1    | 3    | 3    | Ret  | 2   | 1   | 2   | 1    | 3    | 1    | 6   | 5   | 2   | 334    |
| 2    | Rashid Al Dhaheri | 2    | 2    | 7    | 1    | 2    | 3    | 1   | 2   | 1   | 2    | 6    | 10†  | 2   | 2   | 4   | 306    |
| 3    | Ernesto Rivera    | 3    | 4    | 2    | 8    | 5    | 1    | 10† | 10  | 4   | 3    | 2    | 4    | 3   | 1   | 3   | 245    |
| 4    | Taito Kato        | 4    | 5    | 3    | 2    | 10   | 9    | 3   | 5   | 5   | 5    | 5    | 3    | 1   | 3   | 6   | 216    |
| 5    | Jack Beeton       | 7    | Ret  | 6    | 4    | 1    | 6    | 5   | 4   | 11  | 6    | Ret  | 5    | 5   | Ret | 1   | 166    |
| 6    | Akshay Bohra      | 5    | Ret  | Ret  | 7    | 7    | 4    | 4   | 3   | 9   | 4    | 1    | 9    | 7   | 6   | 9   | 151    |
| 7    | Reza Seewooruthun | Ret  | 3    | 4    | 5    | 4    | 2    |     |     |     |      |      |      | 8   | 4   | 8   | 109    |
| 8    | Kai Daryanani     | 11†  | 9    | 8    | 6    | 6    | 5    | 8   | 6   | 6   | Ret  | 8    | 7    | 9   | 7   | 7   | 104    |
| 9    | Hiyu Yamakoshi    |      |      |      |      |      |      | 11† | 8   | 3   | 8    | 4    | 2    | 4   | 8†  | 5   | 102    |
| 10   | Aditya Kulkarni   | 9    | 8    | 5    | 11   | 11†  | 7    | 7   | 7   | 7   | 9    | Ret  | 6    |     |     |     | 72     |
| 11   | Everett Stack     | 8    | 6    | Ret  | Ret  | 8    | 8    | Ret | 12  | 10  | 7    | 7    | Ret  | Ret | Ret | 10  | 51     |
| 12   | Yuanpu Cui        |      |      |      |      |      |      | 6   | 9   | 8   | 10†  | 9    | 8    |     |     |     | 33     |
| 13   | Jaden Pariat      | 10   | 7    | 10   | 9    | 9    | Ret  |     |     |     |      |      |      |     |     |     | 22     |
| 14   | Lorenzo Castillo  | 6    | 10   | 9    | 10   | Ret  | Ret  |     |     |     |      |      |      |     |     |     | 20     |
| 15   | Jakob Bergmeister |      |      |      |      |      |      | 9   | 11  | Ret |      |      |      |     |     |     | 6      |
| Pos. | Piloto            | YMC1 | YMC1 | YMC1 | YMC2 | YMC2 | YMC2 | DUB | DUB | DUB | YMC3 | YMC3 | YMC3 | LUS | LUS | LUS | Puntos |

### Campeonato de Equipos
| Pos. | Equipo                        | Puntos |
| ---- | ----------------------------- | ------ |
| 1    | Mumbai Falcons Racing Limited | 362    |
| 2    | R-ace GP                      | 352    |
| 3    | ART Grand Prix                | 349    |
| 4    | Saintéloc Racing              | 217    |
| 5    | PHM Racing                    | 156    |
| 6    | Pinnacle Motorsport           | 136    |
| 7    | Evans GP                      | 12     |
| 8    | Origine Motorsport            | 4      |
| 9    | AKCEL GP / PHM Racing         | 4      |

### Citas
1. ↑  Wood, Ida (27 de febrero de 2025). «Evan Giltaire wraps up FRME title as Ernesto Rivera wins in Qatar». FormulaScout.com (en inglés). Consultado el 28 de febrero de 2025.
2. ↑  «CAR». Campeonato de Fórmula Regional de Medio Oriente (en inglés). Consultado el 31 de enero de 2025.
3. ↑  «2025 Formula Middle East Season Announced - TOP SPEED SPORTS EVENTS LS LIMITED». Campeonato de Fórmula Regional de Medio Oriente (en inglés). 6 de septiembre de 2024. Consultado el 31 de enero de 2025.
4. ↑  «RACES». Campeonato de Fórmula Regional de Medio Oriente (en inglés). Consultado el 31 de enero de 2025.
5. ↑  «Formula Regional Middle East Championship certified by FIA - Sporting Regulations 2025». Top Speed China (en inglés). 16 de noviembre de 2024. Consultado el 31 de enero de 2025.

- Datos: Q130357192